# Walter Cyran
Walter Cyran (* 30. Oktober 1907 in Düsseldorf; † 20. Mai 2000 in Tübingen) war ein deutscher Pharmazeut und Lebensmittelchemiker.

## Leben
Walter Cyran studierte an der Eberhard Karls Universität Tübingen die Fächer Pharmazie und Lebensmittelchemie. Nach dem Zweiten Weltkrieg übernahm er 1947 im Innenministerium des Landes Württemberg-Hohenzollern (und später Baden-Württemberg) als Ministerialrat die Referate für Pharmazie und Lebensmittelchemie. Cyran war ab 1976 Lehrbeauftragter für Pharmazie an der Albert-Ludwigs-Universität Freiburg, der Universität Karlsruhe (TH) und Honorarprofessor am Pharmazeutischen Institut der Universität Tübingen. Er veröffentlichte arzneimittel- und apothekenrechtliche Publikationen und gehörte verschiedenen Gremien an, die für die Entwicklung eines modernen Arzneimittelrechts zuständig waren.
Mit Arno Kloesel verfasste Cyran einen begründeten Kommentar zum Arzneimittelrecht, der heute als Kloesel/Cyran bekannt ist und zum Standardwerk dieses Rechtsbereiches wurde. Ebenso verfasste er mit Christian Rotta und Klaus G. Brauer den als Cyran/Rotta bekannten Kommentar des Apothekenrechts.
Die Deutsche Gesellschaft für Regulatory Affairs (DGRA) ehrt mit der Walter-Cyran-Medaille seit 2002 jährlich Personen, die sich besondere Verdienste auf dem Gebiet der Arzneimittelzulassung (englisch Regulatory Affairs) erworben haben.

## Veröffentlichungen (Auswahl)
- mit Arno Kloesel: Arzneimittelgesetz mit amtlicher Begründung, Ausschussbericht, Protokollen von Bundestag und Bundesrat, weiteren einschlägigen Rechtsvorschriften, höchstrichterlichen Entscheidungen und einer Zeittafel : Kommentar. Deutscher Apotheker Verlag, Stuttgart 1962, OCLC 73501135.
- mit Arno Kloesel: Arzneimittelrecht mit amtlicher Begründung : weiteren Materialen und einschlägigen Rechtsvorschriften sowie höchstrichterlichen Entscheidungen.  Aktualisierende Loseblatt-Sammlung, Deutscher Apotheker Verlag, Stuttgart, OCLC 29397055
- Apothekenbetriebsordnung: Kommentar. Deutscher Apotheker Verlag, Stuttgart 1990, ISBN 3769212568, OCLC 246476412.
- mit Klaus G. Brauer, Christian Rotta: Apothekenbetriebsordnung : Kommentar Bd. 1. Deutscher Apotheker Verlag, Stuttgart 1987, OCLC 830701499.
- mit Klaus G. Brauer, Christian Rotta: Apothekenbetriebsordnung : Kommentar Bd. 2. Deutscher Apotheker Verlag, Stuttgart 1987, OCLC 832176033.